# Многоножка
Многоно́жка (лат. Polypódium) — род папоротников семейства Многоножковые (Polypodiaceae Bercht. & J.Presl).

## Название
Русское название многоножка является калькой с латинского Polypodium, которое образовано от греческих слов πολύ — «много» и πόδιον — «нога». Это название встречается ещё у Теофраста: так он называл неизвестный ныне папоротник, у которого части листьев по форме были сходны с человеческой стопой.

## Ботаническое описание

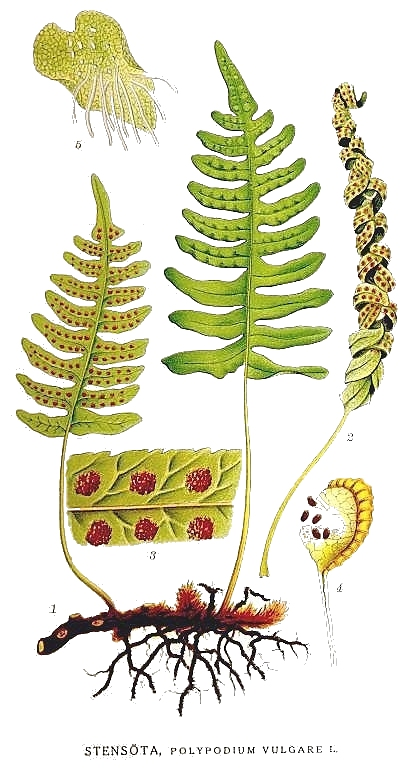

Эпифиты, реже наземные травы со стелющимися чешуйчатыми корневищами.
Листья на членистых черешках, сидят на верхней стороне корневища. Листовая пластинка голая, плотная, перисто-раздельная или перисто-рассечённая, со свободными или сливающимися конечными жилками. Листья иногда зимуют.
Сорусы крупные, округлые, без покрывальца, располагаются близ концов листьев или сбоку на нижней стороне листа.

## Виды
По информации базы данных The Plant List (на июль 2016), род включает 166 видов. Виды, встречающиеся на территории России и сопредельных стран выделены полужирным начертанием.
- Polypodium appalachianum Haufler & Windham — Многоножка аппалачская
- Polypodium australe Fée — Многоножка южная
- Polypodium californicum Kaulf. — Многоножка калифорнийская
- Polypodium cambricum L. — Многоножка кембрийская
- Polypodium fauriei Christ — Многоножка Фори
- Polypodium glycyrrhiza D.C.Eaton — Многоножка сладкая
- Polypodium hesperium Maxon — Многоножка вечерняя
- Polypodium interjectum Shivas — Многоножка выползающая
- Polypodium sibiricum Sipliv. — Многоножка сибирская
- Polypodium virginianum L. — Многоножка виргинская[3]
- Polypodium vulgare L. typus — Многоножка обыкновенная